# Dominikanska republikens herrlandslag i fotboll
Dominikanska republikens herrlandslag i fotboll spelade sin först match den 21 maj 1967, då man föll med 0-8 borta mot Haiti i en kvalmatch till 1968 års olympiska fotbollsturnering. I returen mot samma lag sex dagar senare föll man med 0-6 hemma, och var utslagna.

## Historik

### VM
- 1930 till 1974 - Deltog ej
- 1978 - Kvalade inte in
- 1982 - Deltog ej
- 1986 - Deltog ej
- 1990 - Deltog ej
- 1994 till 2018 - Kvalade inte in

I kvalet till VM 2018 i Ryssland åkte man ut i andra rundan efter två förluster mot Belize.

### CONCACAF mästerskap
- 1963 till 1973 - Deltog ej
- 1977 - Kvalade inte in
- 1981 - Deltog ej
- 1985 - Deltog ej
- 1989 - Deltog ej
- 1991 - Kvalade inte in
- 1993 - Kvalade inte in
- 1996 - Kvalade inte in
- 1998 - Drog sig ur
- 2000 - Kvalade inte in
- 2002 - Kvalade inte in
- 2003 - Kvalade inte in
- 2005 - Drog sig ur

### Karibiska mästerskapet
- 1989 - Deltog ej
- 1990 - Kvalade inte in
- 1991 - Första omgången
- 1992 - Deltog ej
- 1993 - Kvalade inte in
- 1994 - Kvalade inte in
- 1995 - Kvalade inte in
- 1996 - Kvalade inte in
- 1997 - Drog sig ur
- 1998 - Kvalade inte in
- 1999 - Kvalade inte in
- 2001 - Kvalade inte in
- 2005 - Drog sig ur
- 2007 - Andra omgången i kvalet (pågående)